# Ticinese frank
De Ticinese frank was de munteenheid van het kanton Ticino in Zwitserland van 1813 tot 1850, toen de Zwitserse frank werd ingevoerd. Een Ticinese frank was ingedeeld in 20 soldi, die op hun beurt waren ingedeeld in 12 denari, vergelijkbaar met het Britse systeem van ponden, shillings en pences zoals dat gold tot 1971.
De frank was eerder al de munteenheid van de Helvetische Republiek. Ticino gaf vervolgens tussen 1813 en 1845 eigen munten uit. In 1850 volgde de invoering van de Zwitserse frank in gans Zwitserland, waarbij 1,5 Zwitserse frank overeenkwam met 1 Ticinese frank.
De muntstukken met een waarde van 3 en 6 denari werden geslagen in koper, de muntstukken van 3 soldi in edelmetaal en de muntstukken van 1⁄4, 1⁄2, 1, 2 en 4 frank in zilver.